# Roman Gofman

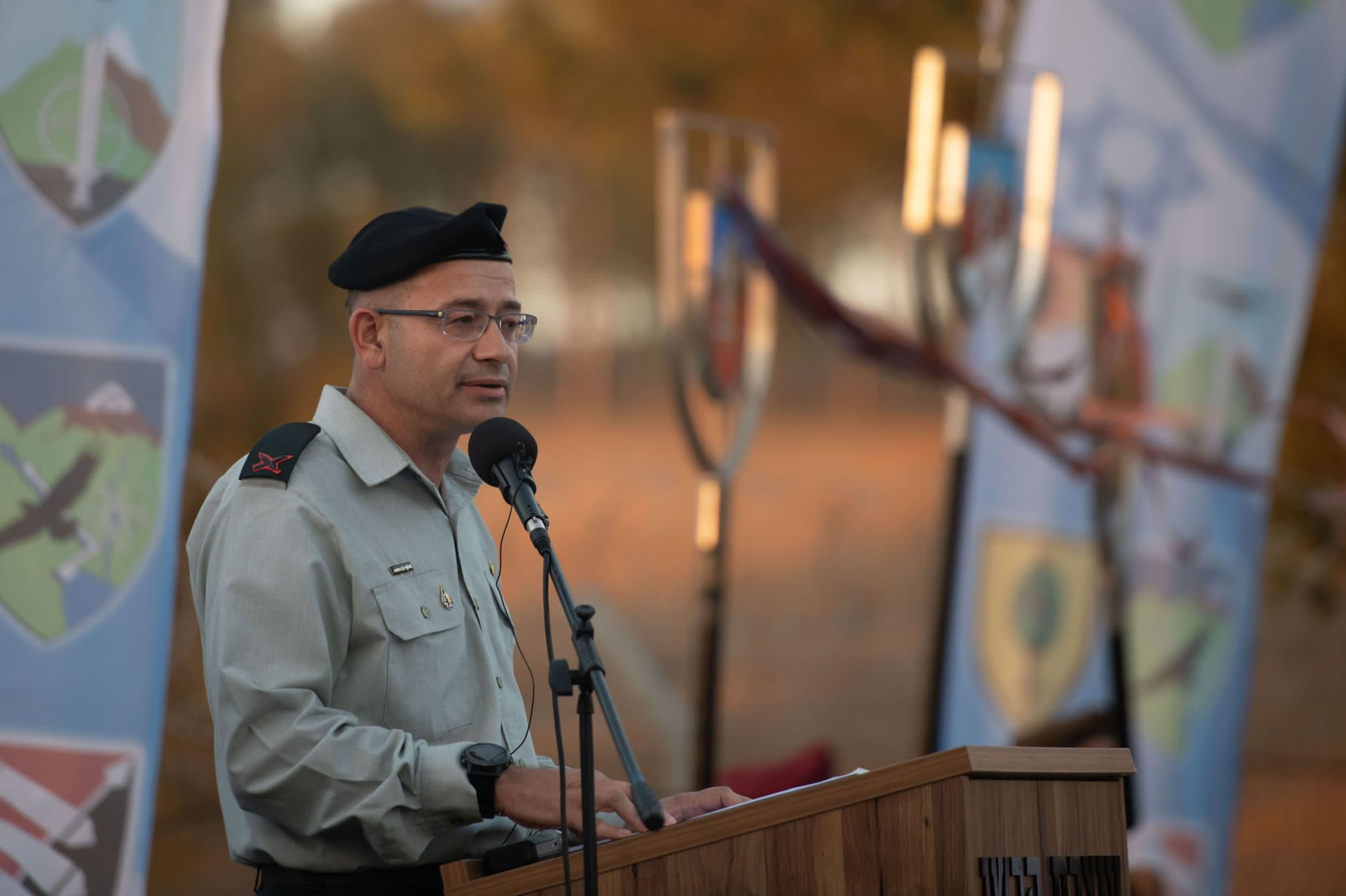
Roman Gofman (2022)

Roman Gofman (hebräisch רומן גופמן; * 1976 in Masyr, Weißrussische SSR) ist im Range eines Generalmajors seit 2024 Militärsekretär des israelischen Ministerpräsidenten Benjamin Netanjahu. Davor war er unter anderem in der Planungsdirektion des Generalstabs der Israelischen Streitkräfte (IDF) und Leiter des Ausbildungszentrums der IDF-Bodentruppen.

## Werdegang
Gofman trat 1995 der 188. Panzerbrigade bei und bekleidete im Laufe der folgenden Jahre verschiedene Positionen. Am 31. August 2015 übernahm er im Range eines Oberst das Kommando über die 426. Regionalbrigade „Etzion“, zuständig für den Großraum um den Siedlungsblock Gusch Etzion im von Israel besetzten Westjordanland. 2017 wurde er zum Kommandeur der 7. Panzerbrigade „Saar me-Golan“ ernannt und führte bis September 2022 zwei Jahre lang die auf den Golanhöhen stationierte 210. Division „Bashan“ des Nordkommandos, zuständig für die Sicherung der Grenzen zu Syrien und Libanon. Zwischenzeitlich erfolgte seine Beförderung zum Brigadegeneral, womit erstmals ein nicht in Israel geborener Soldat in diesen Rang erhoben wurde.
Nach dem Niederlegen des Divisionskommandos wurde er zum Leiter des Ausbildungszentrums der IDF-Bodentruppen in Tze’elim ernannt. Am 7. Oktober 2023, während des Terrorangriffs der Hamas auf Israel, befand sich Gofman in seinem Haus in Aschdod. Sofort nach Bekanntwerden des Eindringens von Terroristen in die nahegelegene Kleinstadt Sderot, begab er sich dorthin und sammelte einige Polizisten um sich. Bei den anschließenden Kämpfen mit den Terroristen wurde Gofman angeschossen und schwer verwundet, nachdem er zuvor zwei der Angreifer getötet hatte. Er wurde in das Barzilai-Krankenhaus in Aschkelon und später in das Shamir-Krankenhaus in Beer Jaʿakov gebracht, wo er rund einen Monat verbrachte. Er war der ranghöchste Offizier der IDF, der während des Terrorangriffs verwundet wurde.
Im März 2024 wurde Gofman in die IDF-Planungsdirektion des Generalstabs versetzt und bereits am 8. April 2024 von Ministerpräsident Benjamin Netanjahu zu dessen Militärsekretär bestellt. Für diese Funktion wurde er am 16. Mai 2024 zum Generalmajor befördert.

## Sonstiges
Gofman wanderte 1990 nach Israel aus und durchlief das Mechina-Programm in Eli. Er ist verheiratet und Vater von drei Töchtern.